# Болярско (историко-географска област)
Болярско (до 1942 г. Сейдлер) е хълмиста историко-географска област в Източните Родопи, в Област Кърджали.
Областта обхваща част от средното течение на река Крумовица (десен приток на Арда) с нейното долинно разширение около Крумовград и с оградните му части от Стръмни рид (източните склонове) и рида Ирантепе (западните склонове). На юг се ограничава от северните плоски ридове на Мъгленишки рид.
Дължината ѝ от север на юг е около 30 км, а ширината до 10-15 км. Преобладават земите със 150-300 м н.в. Изградена е от старотерциерни вулкански, седиментни и кристалинни скали. Климатът е преходносредиземноморски. отводнява се от река Крумовица и нейните притоци. Централните и северните части на областта са силно опороени, почвината покривка е тънка и има незначителна горска и храстова растителност. Развито земеделие – основно тютюнопроизводство.
Център на областта е град Крумовград, а около него са разположени още няколко десетки малки села.
През историко-географската област Болярско преминават участъци от 3 пътя от Държавната пътна мрежа:
- От запад на изток, през средата на областта, на протежение от 17 км – участък от второкласен път № 59 Момчилград — Крумовград – ГКПП „Ивайловград“ (не е изграден).
- От североизток на югозапад, от село Токачка до Крумовград, на протежение от 16,6 км — участък от третокласен път № 509 ГКПП „Маказа“ — Токачка – Крумовград.
- От юг на север, от Крумовград до село Поточница, на протежение от 17,8 км — участък от третокласен път № 591 Крумовград — Поточница — Пчелари.

## Топографска карта
- Лист от карта K-35-88. Мащаб: 1 : 100 000.